# La ladrona de libros
La ladrona de libros (título original en inglés, The Book Thief) es una novela de Markus Zusak publicada en 2005. Se llevó el Premio Michael L. Printz en 2007. Para septiembre de 2009 había estado 105 semanas en la lista de superventas juveniles del New York Times.
En 2013, la obra fue llevada al cine, dirigida por Brian Percival. La trama de la película presenta numerosas diferencias secundarias con el argumento del libro.

## Sinopsis
La historia comienza en 1943, cuando Liesel Meminger, una niña de nueve años, viaja en tren con su hermano pequeño, Werner, a su nuevo hogar de acogida en Molching. Su madre, comunista, ya no puede cuidar de ellos debido a los crecientes peligros del régimen nazi. Trágicamente, Werner muere durante el viaje y Liesel, devastada, roba un libro, The Gravedigger's Handbook , de la estación de tren. Este acto de robo marca el comienzo de su conexión con las palabras y la narración de historias.
Al llegar a Molching, Liesel queda con sus nuevos padres adoptivos, Hans y Rosa Hubermann. Hans es bondadoso y establece un vínculo con Liesel a través de los momentos compartidos, mientras que Rosa es estricta y dura, y a menudo intimida a Liesel. A pesar de las dificultades para adaptarse a su nueva vida, Liesel encuentra consuelo en la calidez de su padre y en su creciente relación.
Mientras Liesel se instala en su nuevo hogar, lucha con sentimientos de abandono y culpa por la muerte de su hermano. Su amistad con el chico vecino, Rudy Steiner, le proporciona compañía y aventuras. Rudy idolatra a Jesse Owens, el atleta afroamericano, y los dos participan en actividades traviesas, como robar comida y hacer bromas.
El amor de Liesel por los libros se profundiza, lo que la lleva a robar más libros para saciar su hambre de historias. Se cuela en la mansión del alcalde, donde descubre una biblioteca y desarrolla un vínculo con la esposa del alcalde, Ilsa Hermann, quien le permite acceder a los libros.
La historia da un giro dramático cuando los Hubermann deciden esconder en su sótano a un hombre judío llamado Max Vandenburg. Max tiene una conexión con la familia Hubermann, pues conoció a Hans en la Primera Guerra Mundial. A medida que Max se convierte en parte de su familia, él y Liesel forman un vínculo estrecho a través de su amor por las palabras y la narración de historias. Max comparte sus propias experiencias en una historia titulada The Standover Man , que ilustra sus luchas.
A medida que la guerra se intensifica, el mundo de Liesel se ve cada vez más afectado por la brutalidad del régimen nazi. Los Hubermann arriesgan sus vidas para proteger a Max. La perspectiva de Liesel sobre el mundo cambia cuando toma conciencia de la persecución de los judíos y el impacto de la guerra en su comunidad.
La tensión llega a su punto álgido durante un bombardeo sobre Molching, que tiene consecuencias trágicas. Liesel sobrevive al ataque, pero la casa de los Hubermann queda destruida y Liesel pierde a sus queridos padres adoptivos, Hans y Rosa. Esta pérdida deja a Liesel sola y lidiando con el dolor.
Después del bombardeo, Liesel es acogida por el alcalde y su esposa, donde comienza a reconstruir su vida. En su nuevo entorno, encuentra consuelo en la lectura y la escritura, y continúa honrando la memoria de Hans y Rosa. La esposa del alcalde, Ilsa, reconoce el talento y la pasión de Liesel por contar historias.
A medida que la guerra se acerca a su fin, las experiencias de Liesel moldean su comprensión del mundo. Los capítulos finales muestran a Liesel como adulta, reflexionando sobre su vida y los recuerdos de aquellos que perdió durante la guerra. Finalmente emigra a Australia, donde se casa y forma una familia, pero su corazón sigue atado a su infancia y a las personas que la formaron.
En la conclusión, Death vuelve a analizar la vida de Liesel, ilustrando el impacto de su historia. Reflexiona sobre la naturaleza duradera de las conexiones humanas y las historias que dan forma a nuestras vidas.

## Personajes
- Liesel Meminger: rubia, de mediana altura y de ojos castaños claros, es la protagonista de la historia. La adopta la familia Hubermann cuando su padre "abandona" a su familia y su madre se ve obligada a darla en adopción. Su hermano menor, Werner, muere en el camino a la casa Hubermann. Con el tiempo se encariña con Hans Hubermann, su padre de acogida, y tiene una relación tensa, pero cariñosa con su madre adoptiva, Rosa. Se hace amiga de Max, el judío que los Hubermann esconden; así como de la esposa del alcalde, que permite a Liesel leer, pedir prestado y robar los libros de su biblioteca. También se hace amiga de los otros niños de Himmelstrasse, como Rudy Steiner, que se convierte en su mejor amigo. Los libros salvaron su vida, pues al ser bombardeado Himmelstrasse ella estaba en el sótano de su casa escribiendo. Eligió el sótano como lugar en el que pasar el tiempo porque allí compartía el amor por las palabras con Max, y fue allí donde aprendió a leer y a escribir.
- Hans Hubermann: el padre adoptivo de Liesel, que trabaja como pintor. Tiene el hábito de fumar y es adicto a los cigarrillos. Sirvió al ejército franquista durante la guerra civil española. Al final fue el único superviviente de su compañía, ya que eligió quedarse atrás mientras los otros soldados eran enviados a una peligrosa y fatal misión. En la era del Holocausto, no está de acuerdo con el partido nazi, pero se ve obligado a unirse; y es, al ser aceptado en el partido nazi, enrolado en el ejército alemán con el fin de proteger su vida y la de su familia. Sus ojos son de color gris plateado y presenta una estatura muy elevada, aunque a pesar de esto se describe como muy capaz de mezclarse con la multitud. El padre de Max Vandenburg, Erik, un amigo del ejército (que salvó la vida de Hans), le enseñó a tocar el acordeón, y de vez en cuando toca en los bares para ganar dinero extra. Tiene un inmenso cariño por Liesel, a quien consolaba después de sufrir pesadillas con su hermano muerto, y le enseña a leer. Sin embargo, Hans tiene una pelea con su hijo real, Hans Jr., debido al apoyo de este a los nazis. Hans Hubermann muere en el bombardeo sobre Himmelstrasse.
- Hans Hubermann Jr: hijo de Hans Hubermann. Miembro del partido nazi y soldado del Ejército alemán en Stalingrado. Se desconoce su estado.
- Rosa Hubermann: madre de acogida de Liesel. Para complementar el ingreso familiar, lava y plancha la ropa de los cinco hogares más ricos en Molching; sin embargo, va perdiendo sus trabajos uno por uno, el último en la casa de Hermann. Tiene un temperamento fuerte y es conocida por enderezar anteriores hijos adoptivos. A pesar de que a menudo insulta a Liesel se preocupa mucho por ella. Liesel, además, admira su cualidad de poder tomar decisiones en los momentos críticos. Tiene dos hijos biológicos: Trudy y Hans Jr. Rosa muere en el bombardeo sobre Himmelstrasse.
- Max Vandenburg: el muchacho judío que los Hubermann esconden en el sótano de su casa. Su pelo es como de plumas y sus ojos son marrones cenagosos. Hans esconde a Max para salvarle la vida, al igual que el padre de Max, Erik Vandenburg, salvó la de Hans en la otra Gran Guerra. Max se hace amigo de Liesel debido a que ambos se despertaban de las pesadillas en plena madrugada y por el amor que ambos tienen por las palabras. La pesadilla de Max es que Hitler baja por las escaleras del sótano y se pelea con él, cada noche. Escribe dos libros para ella: el primero se lo regaló en Navidad, titulado "El vigilante", y el segundo se lo dejó antes de irse, "El árbol de las palabras". Él será llevado por la Gestapo alemana al campo de concentración Dachau, pero se las arregla para volver a Molching después de la guerra y se une a Liesel al final de la novela. Es el único ser querido más cercano a Liesel que sobrevive, aparte de Alex Steiner.
- Rudy Steiner: mejor amigo de Liesel. Es ocho meses mayor que ella y se caracteriza por tener piernas huesudas, dientes afilados, ojos azules y cabello de color lima. A pesar de ser el ideal alemán (cabello rubio y ojos azules), no simpatiza con el nazismo. Está afiliado a la Juventud Hitleriana por ser obligatorio en la época. Como parte de una familia con seis hijos, Rudy está permanentemente hambriento. Es conocido en todo el barrio debido al "incidente Jesse Owens": una noche se había pintado con carbón todo el cuerpo y corría cien metros en el ámbito deportivo local. Es académico y dotado atléticamente, lo que atrae al Partido Nazi a intentar llevárselo a una escuela de entrenamiento físico, pero sus padres rechazan la idea. Como castigo, llevan a su padre, Alex Steiner, a la guerra. También se mete en problemas en las Juventudes Hitlerianas por hablar de más y por su naturaleza rebelde. Rudy a menudo acompaña a Liesel en sus aventuras y está con ella en las buenas y en las malas. También le toma el pelo con regularidad (aunque siempre sin éxito) pidiéndole un beso, sobre todo después de prestarle su ayuda o hacerle un favor; por ejemplo, cuando uno de los libros de Liesel (y la posesión más preciada) es arrojado al río y Rudy lo rescata. Muere en el bombardeo sobre Himmelstrasse. Liesel finalmente le concede un beso mientras él yace muerto en la calle.
- Ilsa Hermann: la esposa del alcalde de Molching. Tuvieron un hijo, Johann Hermann, quien fue muerto en la Unión Soviética. Rosa y Liesel lavaron y plancharon su ropa por un tiempo. Finalmente, la mala situación económica obliga a Ilsa a despedirlas, lo que provoca una discusión con Liesel. A pesar de esto, Ilsa permite Liesel a que lea sus libros e incluso a que se los robe. Deja que Liesel viva con ella después de enterarse de que esta había sobrevivido al bombardeo de Himmelstrasse.
- Tommy franco: un amigo de Rudy Steiner y Liesel. Niño rubio, típico alemán. Tiene un problema auditivo, lo que le llevó a tener múltiples cirugías de oído, que a su vez le causaron tics. Como resultado, es frecuentemente objeto de burla entre sus compañeros y castigado por el jefe de las Juventudes Hitlerianas cuando es incapaz de obedecer las órdenes sin demora. Tommy muere en el bombardeo sobre Himmelstrasse.
- Frau Holtzapfel: vecina de los Hubermann. Originalmente, es objeto de odio de Rosa porque siempre escupe en la puerta de los Hubermann por una vieja enemistad entre las familias. Sin embargo, Liesel empieza a leerle sus libros, dándole sus raciones de café a Rosa Hubermann a cambio y dejando de escupir en su puerta. Tiene dos hijos, Robert y Michael. El primero murió en el campo de batalla, mientras que Michael, el mayor, se suicidó unos meses después. Frau Holtzapfel es asesinada en el bombardeo sobre Himmelstrasse
- Alex Steiner: padre de Rudy. Se caracteriza por no demostrar sus sentimientos, un hombre con el rostro de madera. Es el sastre de Himmelstrasse, lo llaman a la guerra por evitar la entrada Rudy en el Partido Nazi. Es el único sobreviviente de la familia Steiner al atentado a la Himmelstrasse, ya que estaba en la guerra. Se siente culpable por la muerte de Rudy porque, según él, su hijo se habría salvado de no haber dado la negativa a la Gestapo. Cuando vuelve de la guerra y se entera de que Liesel también ha sobrevivido, corre a su encuentro. Liesel le confiesa que había besado a Rudy, y Alex asomó en su rostro lágrimas de madera y una sonrisa de palo.
- La Muerte: la narradora y  la guía de esta historia.

## Premios
- 2006 - Commonwealth Writers Prize for Best Book
- 2006 - Horn Book Fanfare
- 2006 - Kirkus Reviews Editor Choice Award
- 2006 - School Library Journal Best Book of the Year
- 2006 - Publishers Weekly Best Children's Book of the Year
- 2006 - Booklist Children's Editors' Choice
- 2006 - Bulletin Blue Ribbon Book
- 2007 - ALA Best Books for Young Adults
- 2007 - Michael L. Printz Honor Bookno
- 2007 - Book Sense Book of the Year
- 2009 - Pacific Northwest Young Readers Choice Master List[5]